# グリュンダウ
グリュンダウ (ドイツ語: Gründau) は、ドイツ連邦共和国ヘッセン州南東部のマイン＝キンツィヒ郡の町村（以下、本項では便宜上「町」と記述する）である。町名は、町内を流れるグリュンダウ川に由来する。

## 地理

### 位置
グリュンダウはゲルンハウゼンの西および北、ビューディンゲンの南、グリュンダウ川とキンツィヒ川の畔に位置している。

### 地形、自然環境、エコロジー
ヘッセン州の自然区分構成によれば、この町の町域は、北東部がビューディンゲンの森、南西部がビューディンゲン＝メーアホルツ丘陵に属し、より広い区分では両者はともに南西ドイツ中位山地・台地地方に含まれる。
ビューディンゲンの森はキンツィヒ川を越えて北に張り出したシュペッサルト山地の支脈で、ヘッセン＝フランケン山地に含まれる。この森は、南からライン＝マイン盆地に突き出しており、フォーゲルスベルク山地の南斜面に迫る。北西から南東に走る高さ 350 m - 410 m の斑砂統（ブンター統）の地層は、砂岩の高地を形成し、そのローム質の砂地の土地には森が密集している。その大部分は広葉樹で、中には自然保護林もある。小川が造る谷はほとんどが緑地として利用されている。こうした地形は、保養地としてとても重要である。また、ゲルンハウゼンの北に広がるこの切れ目のない広大な森林はビオトープ連盟にとって貴重なものである。フォーゲルスベルク山地との境界には玄武岩の地層があるが、これはヘッセン最大の玄武岩の石切場の一つである。
町域の他の部分はビューディンゲン＝メーアホルツ丘陵に属す（ニッダ川とキンツィヒ川の間にあたるライン＝マイン盆地の北側はかつてはロネブルク丘陵と呼ばれた）。ここは木材や森の豊かな農耕地である。黄土の堆積や赤底統（ペルム紀前期から中期）の粘土から形成される土壌は、実り豊かな農業に好適の地質である。キンツィヒ川の谷（キンツィヒタール）の北部の高地が町域に含まれている。この地域は、幅広い川谷と西に向かう平らな地域との間を北東から南西に走る山並みで構成されている。高地の南に位置するキンツィヒタールは、頻繁に洪水が起こることで、エコロジーの観点で特殊な地位を占めている。キンツィヒ川はこうした地形の間の海抜 130 m から 110 m の場所を流れている。森は、大部分がブナを中心とした生態系からなる。特にキンツィヒ川に沿った低地は、緑地として利用されており、その大部分が耕作地となっている。この地方の重要なビオトープとしては、オッフェンラントの林、果樹園、隣接する湿地のビオトープを含む自然に近い川筋がある。
ブライテンボルン地区とゲッテンバッハ地区はビューディンゲンの森に位置している。その周囲にハイン＝グリュンダウ地区（グリュンダウ川沿い）とリープロス地区（キンツィヒ川沿い）がある。ロネブルク丘陵には、ミッテル＝グリュンダウ地区とニーダーグリュンダウ地区があり、キンツィヒタールにはローテンベルゲン地区とリープロス地区の大部分が位置する。

### 隣接する市町村
グリュンダウは、北はビューディンゲン（ヴェッテラウ郡）、東はヴェヒタースバッハ、南東はゲルンハウゼン、南はハッセルロート、西はランゲンゼルボルトおよびロネブルク（以上、マイン＝キンツィヒ郡）と境を接している。

## 歴史

### 先史時代と最初の記録
町内のほとんどの集落は、12世紀にはすでに文献に記録されている。古くは新石器時代からローマ時代（西部の集落はローマの監視下にあったリメス周辺地域に位置している）、500年頃以降のフランク人入植地が領域全土（ブライテンボルン地区を除く）から見つかっている。

### 地域再編と新しい自治体の成立
自治体としてのグリュンダウは、1971年12月31日にそれまで独立した町村であったブライテンボルン（アムト・ヴェヒタースバッハ）、ゲッテンバッハ、リープロス、ニーダーグリュンダウが（協定に基づいて）合併して成立した。1972年8月1日に、ハイン＝グリュンダウ、ミッテル＝グリュンダウ、ローテンベルゲンが（条例に従って）これに加わった。グリュンダウに属す集落（およびゲルンハウゼンのロート市区）は、教会組織上は中世からすでにニーダーグリュンダウのベルクキルヒェ（ブライテンボルンとハイン＝グリュンダウを除く）に属しており、この町域再編は、歴史的に自然な形での合併であった。

## 行政

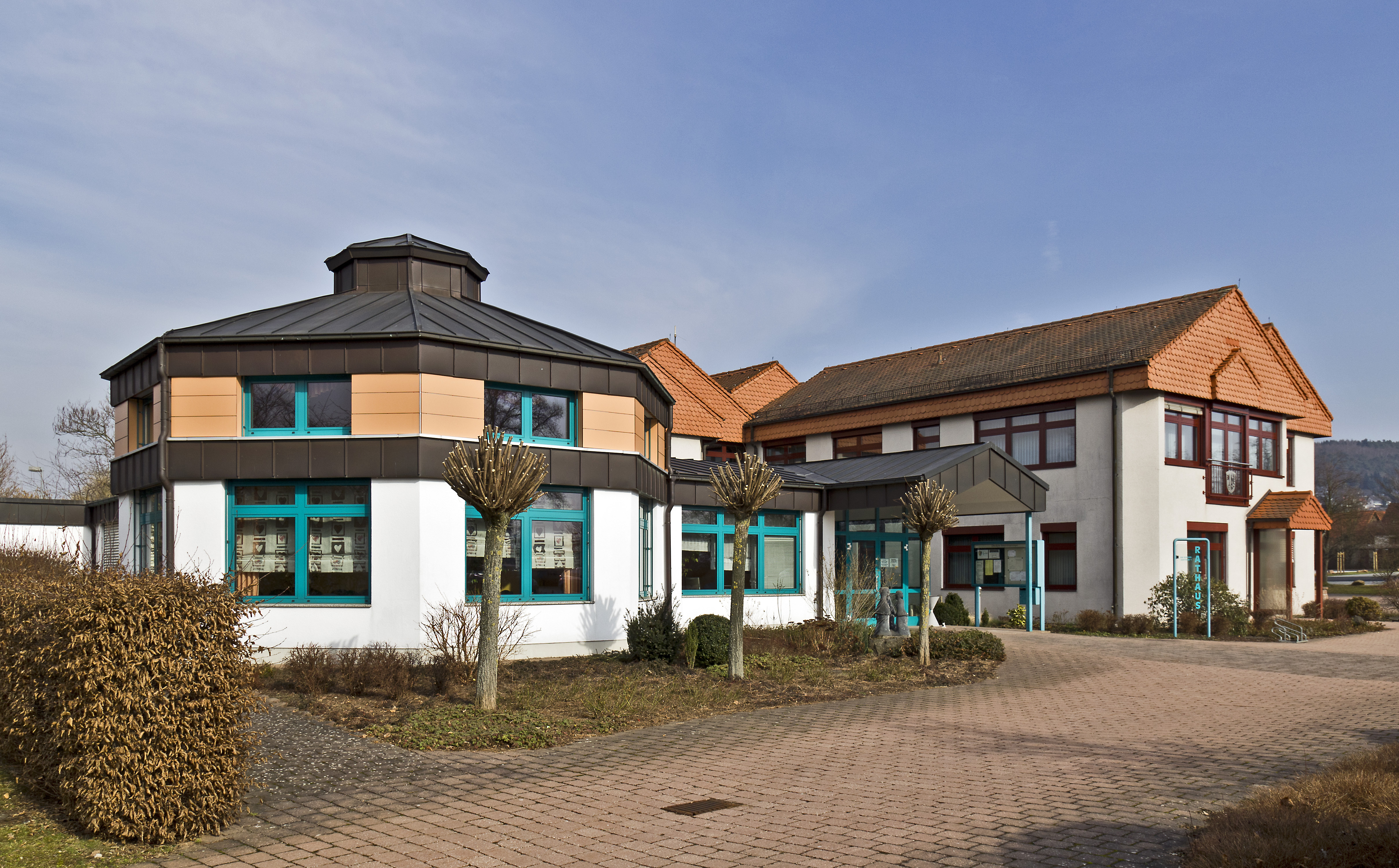
グリュンダウの町役場

### 議会
グリュンダウの町議会は、37議席からなる。

### 首長
歴代町長を列記する
- 1973年から 1984年 アウグスト・イムホーフ (FWG)
- 1984年から 2007年 ゲオルク・マイヤー (CDU)
- 2007年から 2013年 ハイコ・メルツ (SPD)
- 2013年から ゲーラルト・ヘルフリヒ（無所属）

### 姉妹自治体
- エーバースバッハ＝ノイゲルスドルフのノイゲルスドルフ市区（ドイツ、ザクセン州）
- ロソンヌ（フランス、オート＝ロワール県）

### 紋章
グリュンダウの町の紋章は、かつて独立した町村だったニーダーグリュンダウの紋章を流用している。この紋章には、神聖ローマ帝国時代の帝国鷲と聖ペテロの鍵が描かれている。この鍵は、ニーダーグリュンダウのベルクキルヒェを示している。この教会は、大きな主任司祭区を有しており、聖ペテロに献堂された。帝国鷲は、ニーダーグリュンダウが中世には帝国の権力の中心に位置しており、王がこの地に農場や直轄地を有していたことを記念したものである。

## 宗教

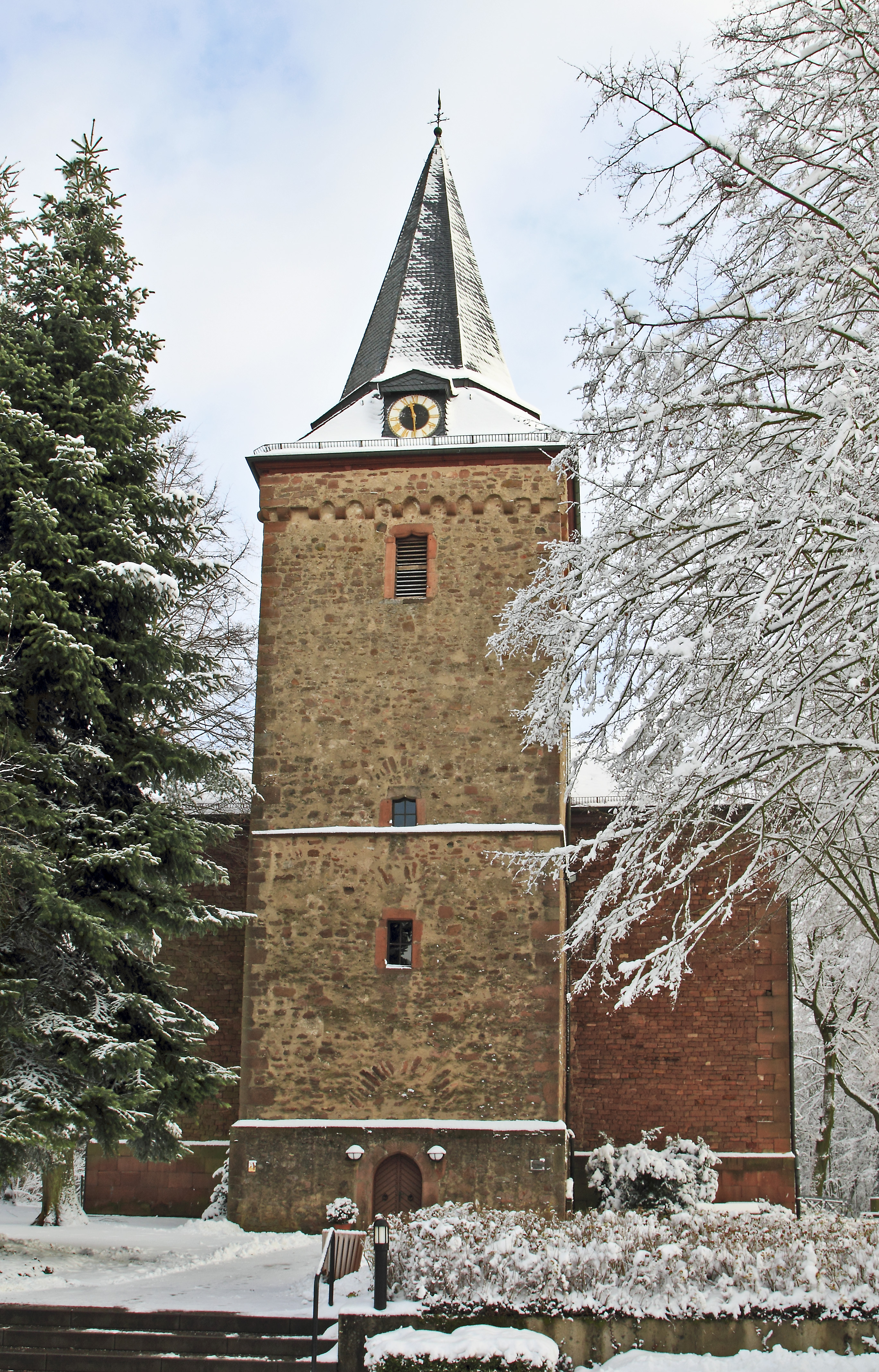
ニーダーグリュンダウのベルクキルヒェ

住民の 54.1 % がプロテスタント、18.9 % がカトリック、27 % がその他の宗教を信仰している。
ニーダーグリュンダウのシーファーベルクにあるベルクキルヒェ（山の教会）は、かつてはグリュンダウのほとんどの集落の中心となる教会であった。この教会は 1217年に初めて文献に記録されている。当時、ゼルボルト修道院の修道士がシーファーベルク周辺の集落の司牧を担っていた。宗教改革によって住民はプロテスタントに改宗した。1556年から1557年に塔が建設された。この教会塔は 風向計を含んで 35 m の高さがある。1840年に現在の教会堂が建設され、古い教会は老朽化のために取り壊された。様式上、教会本堂は古典主義様式で造られている。教会の見所は、1839年に建造されたラッツマン・オルガンと2007年にベルント・ヴィルファー (Q-Fell) によって製作された祭壇の十字架である。教会、旧聖具棟、牧師館が保護文化財群を形成している。この教会は、毎年4月に開催されるオートバイによるツーリング神事「アンラッセン」のゴールとなっている。ここはフルダからフランクフルト・アム・マインへの巡礼路に面している。また古いプロテスタントの教会は、ハイン＝グリュンダウ（ラウレンティウス教会）とブライテンボルンにある。リープロスのパウル＝ゲルハルト教会は戦後の1960年に建造された建物である。
カトリック教会は、旧ドイツ東部領土からグリュンダウに転入した多くの追放された人々によって建設された。彼らが1960年にローテンベルゲンに建設したクリストケーニヒス教会は、王冠の形をした教会である。
福音派メソジスト・キリスト教会は、ローテンベルゲンのフリーデンス教会で神事を行っている。

## 経済と社会資本

### 経済
経済的には、リープロス地区がその重要性を増しつつある。その産業地区（キンツィヒタール＝ツェントルム）には全国の投資家が興味を持っている。

### 交通
リープロス地区とローテンベルゲン地区は、連邦アウトバーン A66号線に面しており、インターチェンジに直接アクセスできる。さらに連邦道 B457号線がグリュンダウを通っており、ミッテル＝グリュンダウ、ハイン＝グリュンダウ、ゲッテンバッハ、リープロスを結んでいる。この他に、ラーン＝キンツィヒ鉄道が通っており、リープロスとミッテル＝グリュンダウに駅がある。さらにローテンベルゲン地区にとっては、フルダからハーナウを経由してフランクフルト・アム・マインに至るキンツィヒタール鉄道のニーダーミットラウ駅が重要である。

### 地元企業
- asecos GmbH、安全および環境保護（リープロス）
- IG Bauerhin Automotive GmbH、建築工事車両（ローテンベルゲン）
- Höffner、家具（リープロス）
- Putzmeister、コンクリートポンプ（ローテンベルゲン）

## 引用
1. ↑  Hessisches Statistisches Landesamt: Bevölkerung in Hessen am 31.12.2023 (Landkreise, kreisfreie Städte und Gemeinden, Einwohnerzahlen auf Grundlage des Zensus 2011)]
2. ↑  2011年3月27日の町議会議員選挙結果、ヘッセン州統計局（2012年10月28日 閲覧）
3. ↑  Heinrich Reimer: Hessisches Urkundenbuch, Abt. 2, Urkundenbuch zur Geschichte der Herren von Hanau und der ehemaligen Provinz Hanau. Bd. 1. 767–1300. Publikationen aus den königlich-preußischen Staatsarchiven, Hirzel, Leipzig 1891 Nr. 131 und 132.